# ジェノバ (企業)
株式会社ジェノバは大阪府大阪市に本拠を置く、体型補整下着およびジュエリーの販売会社である。明石港（明石市）と富島港（淡路市）・岩屋港（淡路市）を結ぶ淡路ジェノバラインの親会社であり、その名の由来となっている。観光事業では、淡路島で温泉掘削に成功し、天然ラドン温泉海若の宿を運営している。

## 沿革
- 1982年 - ベストウエア設立、主な事業は家庭用調理器具
- 1984年 - 関西パンレックスに商号を変更
- 1988年 - ジェノバに商号を変更、女性用補正下着及び宝飾品の販売に事業を変更
- 1993年 - 焼肉店を出店、外食産業に進出
- 1997年 - 京都北工場開設
- 2002年 - 関連会社として淡路ジェノバライン設立
- 2003年
  - 淡路食品流通センター開設
  - 農業法人として淡農園設立
- 2005年
  - 淡路市野島で温泉掘削に成功、天然ラドン温泉海若の宿オープン
  - 関連会社としてジェイ・ヒューマン（人材派遣業・通信関連）を設立

## 関連企業
- 株式会社淡路ジェノバライン（旅客船）
- 天然ラドン温泉 海若の宿（観光事業）
- 株式会社ジェイ・アヴァン（宝飾品）
- 株式会社ジェイ・ヒューマン（人材派遣業・通信関連）

## 概要
2001年11月、淡路島・富島港 - 明石港の航路を運航していた株式会社西淡路ラインが明石海峡大橋開通による影響などにより撤退、北淡町（現：淡路市）は通学などに支障が出るとして後継の企業を探していたところ、船や釣りが趣味で淡路島を度々訪れていた同社の吉村静穂（代表取締役）が「好きな島のためなら」と、子会社淡路ジェノバラインを設立。航路を引き継ぎ、2002年4月8日、運航を再開した。
同社は体型を補正する女性用下着の販売が主な業務であるが、これを機に旅客業に進出。
2003年10月、富島港近くの地中1200メートルから38.8度の温泉を掘り当て、温泉旅館の建設にとりかかる中、工事中に万葉に記述のある「野島の海人」の拠点集落とみられる住居跡も発見された。2006年6月、淡路島天然ラドン温泉海若の宿としてオープンする。
2006年11月30日、経営難のため同年末での運航休止を発表していた明淡高速船（子午線ライン、明石港 - 岩屋港）の航路を2007年1月1日付で引き継いでいる。
2008年5月19日、富島－明石間の航路が休止、現在は岩屋－明石間の航路のみ運航している。
2010年12月24日には、明石淡路フェリーの筆頭株主だったツネイシホールディングスから全保有株式を譲り受けることが決まった。
当初、2011年3月をめどにフェリー運航の再開を目指すとしていた。
2011年10月20日、明石淡路フェリーの代替としてバイク（排気量125cc以下）・自転車・旅客を対象とした小型フェリーの導入・運航を明石市・淡路市の協議にて調整していると報道があったが、2011年10月24日には、淡路市の門康彦市長と明石市の泉房穂市長の会談により、小型フェリーによる運航再開計画は事実上撤回された。